# Вулиця Випасова
'Вулиця Випасо́ва — вулиця у Шевченківському районі міста Львова, в місцевості Голоско. Пролягає від вулиці Варшавської, утворюючи форму нерівної літери «Г». З'єднана проїздом з вулицею Плужника.

## Історія
Вулиця виникла на початку XX століття під у складі передміського селища Голоско Мале та мала назву Заґродова. Після входження селища до меж міста 11 квітня 1930 року, вулиці колишнього села були перейменовані або ж новоутвореним вулицям надавалися певні назви. Так, у 1933 році отримала сучасну назву Випасова.

## Забудова
Забудова вулиці Випасової — одноповерховий конструктивізм 1930-х та п'ятиповерхова житлова 1970-х років та .
№ 3, 5 — житлові будинки початку XX століття.
№ 9 — п'ятиповерхова будівля колишнього гуртожитку Львівського кінотехнікуму та львівської школи кіномеханіків. Нині належить Львівській філії Київського національного університету культури і мистецтв.
№ 11б — житловий одинадцятиповерховий житловий будинок, зведений у 2015—2017 роках будівельною компанією «Карпатбуд Девелопмент».